# Sicano
Nella mitologia greca, con il nome Sicano (Σικανός in greco antico) è conosciuto un re antichissimo dell'isola di Sicilia. Secondo i mitografi, Sicano è figlio di Briareo (o Egeone), uno dei tre Ecatonchiri. Secondo questa genealogia, Sicano era nipote di Urano e Gea. Secondo un'altra versione, Sicano è ritenuto il padre dei Ciclopi.